# Eutrichota labradorensis
Eutrichota labradorensis är en tvåvingeart som först beskrevs av Malloch 1920.  Eutrichota labradorensis ingår i släktet Eutrichota och familjen blomsterflugor. Arten har ej påträffats i Sverige. Inga underarter finns listade i Catalogue of Life.